# فرودگاه امبلر
فرودگاه امبلر (به انگلیسی: Ambler Airport) یک فرودگاه همگانی با کد یاتا ABL است که یک باند فرود شن دارد و طول باند آن ۷۳۲ متر است. این فرودگاه در شهر امبلر، آلاسکا کشور ایالات متحده آمریکا قرار دارد و در ارتفاع ۱۰۲ متری از سطح دریا واقع شده است.